# Carl Williams (pugile)
Carl Williams (Belle Glade, 11 novembre 1959 – 7 aprile 2013) è stato un pugile statunitense appartenente alla categoria dei pesi massimi.
Fu soprannominato "The Truth" ("La verità").

## Carriera
Dopo una brillante carriera da dilettante, in cui ottiene due New York Golden Gloves Championships, Williams passa al professionismo nel 1982.
Nel maggio 1985 ha la possibilità di concorrere per il titolo IBF, ma il campione Larry Holmes lo sconfigge ai punti.
Il 21 giugno del 1987, sconfiggendo Bert Cooper per ritiro di quest'ultimo all'ottava ripresa, vince il titolo USBA dei Pesi Massimi, carica che difenderà per ben 4 volte e che conserverà fino all'8 marzo 1991 quando viene sconfitto ai punti, in 12 riprese, da Tim Witherspoon.
Il 21 luglio 1989 gli si offre la grande occasione per la riunificazione delle corone WBC/WBA/IBF, contro Mike Tyson, ma è sconfitto per KO tecnico dopo soli 93 secondi della prima ripresa, dopo un atterramento. Williams non sarà però d'accordo con la decisione arbitrale.
Dopo questi avvenimenti, Williams non avrà modo di combattere più per alcun titolo, fino al ritiro avvenuto il 30 ottobre 1997, dopo la sconfitta per Ko tecnico alla settima ripresa contro Anthony Green.
Il suo curriculum vitae definitivo sarà così: 41 incontri, 30 vittorie (21 prima del limite), 10 sconfitte e 1 No Contest.

## Morte
Malato da tempo di un tumore esofageo, Williams muore il 7 aprile 2013, all'età di 53 anni.

## Curiosità
Entrambi i pugili che hanno rappresentato i punti più alti della carriera di Carl Williams, ossia Larry Holmes e Mike Tyson, erano entrambi imbattuti al momento del match contro di lui, ma a quello successivo incontreranno le loro prime sconfitte.